# ナトゥレーザ
ナトゥレーザは、高橋陽一の漫画『キャプテン翼』に登場する架空のサッカー選手。
ゲーム『たたかえドリームチーム』における担当声優は、梶裕貴。

## 人物

### プロフィール
ブラジルユース代表の真の背番号10番。日本の首脳陣の手に渡った謎のビデオに写っていた選手で、アマゾンの奥地に住み、ポルトガル語で「自然」を意味する名を持つ野生児。大空翼が小6の時点で10歳なので彼より年下。「若きサッカー王」の称号を持ち、その翼をも超える才能をロベルト・本郷に見出され、ブラジルユース代表に選ばれる。当時監督を務めたロベルトは「背番号10を排除する」と提唱していたが、それはこのナトゥレーザの存在を見据え、隠し玉とした上での言動だった。
ナトゥレーザ自身は「都会は空気が汚いから嫌い」「俺がいなくてもブラジルは世界一になれる」という理由から、当初はユース代表に加わる事に難色を示していた。しかし兄のカリオが「もしかしたらブラジルが日本に負けるかもしれない」と予言したことでユース代表に加わることを決意している。

## 経歴

### ワールドユース編
決勝戦までチームと同行していた描写はない。決勝戦の後半途中からチームに合流し、後半終了間際（残り約2分）に途中出場するやいなや、二段フライングシュートを放ちわずか1分間で若林からペナルティエリア外からあっさりと得点。神技とも言える技術を持っていたのだが、延長戦に突入するとゴール前の攻防で翼に敗北して決勝点を奪われる（試合はゴールデンゴール方式）。その事から今までの考えを変え、自らもプロサッカー選手となり、翼を追ってスペインに渡る。

### ROAD TO 2002
兄・カリオが代理人となってR・マドリッドで、本人は乗り気ではなかったが半ば強引に入団テストを受ける。空気が汚れているという理由でマスクをつけたままテストを受け、所属選手をコケにしたようなプレイを続けた。契約は絶望と見られていたが、その場にいなかったテラパスケだけが夜に入団テストのビデオを見て素質の高さを見抜き、翌日にはホテルを探し回り、直々に入団交渉を行い、即契約を交わした。その後R・マドリッドの一員として、スペインダービーで翼と激突。背番号は神秘の番号「0」になる。フリーキックではロベルト・カロルスとの殺人的なツインシュートを放つなど終始翼の先を行くプレイを見せたのだが、またも翼に敗北。
【ワールドユース編】では悟りを開いたような性格だったが、【ROAD TO 2002】以降はかなり子供っぽい性格として描かれている他、髪型も変わっている。

### EN LA LIGA
今度はホームスタジアムのエスタディオ・サンティアゴ・ベルナベウでFCバルセロナを迎え撃つ。バルサに先制点を許した時、彼の精神内に謎の男（同じ外見の男がスタンドで観戦しているが、さらにそれに翼が生えている）が語り掛けた。ナトゥレーザはそれを神様のような存在と思い、「サッカーを取り上げられる」と感じたことから、本気を出すことを誓った。監督から「チームのエースではなくジョーカー」と評されており、そのジョーカーをどう使うかは選手にかかっていると発言。前回の対決では翼との個人対決に固執したことで他の選手をノーマークにしたことが敗北の一因となったが、現在ではそれも克服しており、守りはディフェンス陣に任せて自分は相手のディフェンスラインに残るというチームプレイを身につけた。肉体は筋トレなしで極上品とも言える状態だったが、更なる強化の為、筋トレを開始している。

## 戦歴
- ワールドユース選手権準優勝
- リーガエスパニョーラ 得点王(サンターナと同点)
- マドリッドオリンピック出場

## 得意技
フライングドライブオーバーヘッド
どの角度からもで自由にゴールを狙える、翼のフライングドライブシュートのオーバーヘッド版。ナトゥレーザはさらに3段階の回転(空中で2回曲がり、さらに着地後にゴールに向かって跳ねる)をかけている。この技でナトゥレーザは若林から、ペナルティエリアの外から何の苦も無くゴールを奪った。
オーロラフェイント
無数の残像を残しつつ相手を抜き去るドリブル技で、元々はレヴィンの技。
ツインシュート
2人同時にシュートする技。作中ではロベルト・カロルス、サンターナと放っている。
反動蹴速迅砲
相手のシュートをカウンターで打ち返す技で、この技によって放たれたボールからは龍の残像が見える。元々は肖俊光の技。
無回転シュート
ボールに全く回転を与えずに放つシュート。キーパーの手元で急激にブレる。元々はオチャドの技。
0度シュート
R・マドリッド加入試験の際に見せた技。相手のゴールラインからカーブをかけたシュートでゴールを狙う。試験時にはこれをまぐれだとみなされてしまう。また、バルセロナ戦とドイツ戦でも披露したが、翼とカルツに難なく防がれてしまう。
3段オーバーヘッドキック
ワールドユース決勝延長戦の、オーバヘッドの競り合いに負けた時の反省としてプロの体じゃなかったからとして、R・マドリッド加入後から毛嫌いしていた筋肉トレーニングに励み、肉体改造に着手しその練習の成果から会得した。翼との対戦時に裏をかきゴール決めたが「今は出来なくても翼はすぐに真似してしまうだろう」と言っている。
フルメタルファントム
ナトゥレーザがトルネードシュートのように身体を回転させながらサンターナに雷獣シュートを放ち、それをサンターナがトルネードシュートと雷獣シュートを折りまぜた反動蹴速迅砲で撃ち返す技。